# Mengwang Xiang (socken i Kina, lat 22,39, long 100,47)
Mengwang Xiang (kinesiska: 勐往, 勐往乡) är en socken i Kina. Den ligger i provinsen Yunnan, i den sydvästra delen av landet, omkring 370 kilometer sydväst om provinshuvudstaden Kunming. Antalet invånare är 14 631. Befolkningen består av 6 883 kvinnor och 7 748 män. Barn under 15 år utgör 20,0 %, vuxna 15-64 år 73 %, och äldre över 65 år 6,0 %.
Genomsnittlig årsnederbörd är 1 660 millimeter. Den regnigaste månaden är juli, med i genomsnitt 421 mm nederbörd, och den torraste är februari, med 12 mm nederbörd.